# Entrée des ouvrages de la ligne Maginot

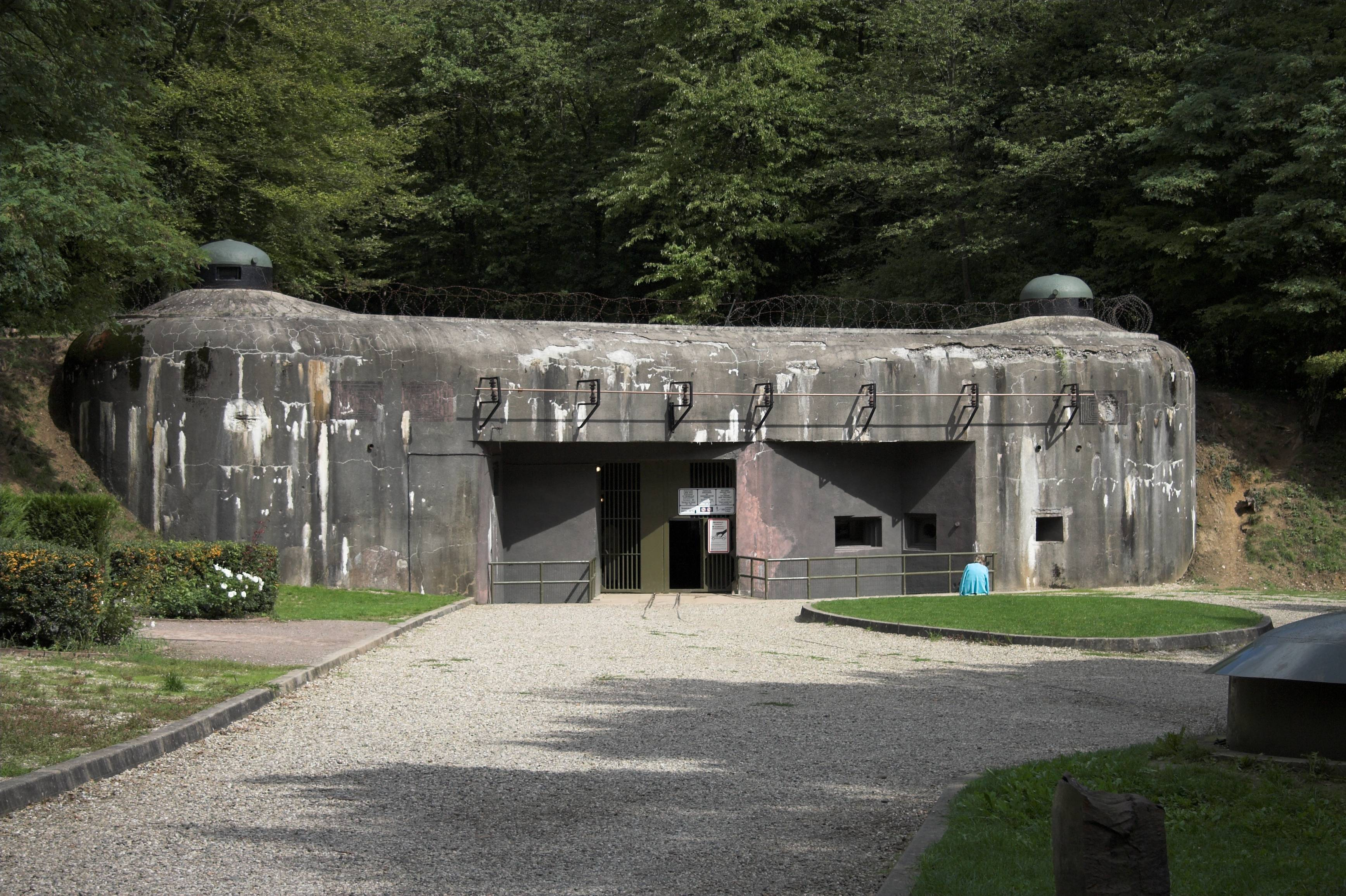
Entrée des munitions de l'ouvrage de Schœnenbourg.

Les entrées des ouvrages de la ligne Maginot sont les blocs des ouvrages de la ligne Maginot  par lesquels les personnels de défense et de maintenance peuvent s'introduire ou sortir, ainsi que le matériel et ravitaillement. Elles sont adaptées aux besoins potentiels de l'ouvrage, tout en étant en principe infranchissables par les forces ennemies.
Pour un article plus général, voir Ouvrage de la ligne Maginot.

## Organisation d'un ouvrage Maginot
Bien qu'il n'y ait pas de schéma-type d'organisation, les ouvrages de la ligne Maginot sont tous constitués de trois groupes d'éléments :
- la ou les entrées (entrée des hommes et entrée des munitions) ;
- les « dessous » (caserne, usine, magasins à munitions, etc.) ;
- et les blocs de combat (casemates et tourelles).

Cette conception de l'organisation des fortifications sous la forme d'un « fort articulé » (surnommé aussi « fort palmé ») avait été validée par la Commission d'études des frontières (CEF) puis maintenue par la Commission d'organisation des régions fortifiées (CORF). Elle tenait essentiellement compte de l'expérience acquise pendant les combats de Verdun en 1916, qui avaient montré que les forts avaient joué un rôle non négligeable dans la défense de la place de Verdun, bien qu'ils aient été privés de leur artillerie par le maréchal Joffre dès 1914. Le fort moderne ne devait plus être conçu comme un ouvrage monolithique, abritant tous les organes offensifs et défensifs, mais, au contraire, une structure éclatée en blocs dispersés, ceci afin d'éviter, notamment, que l'artillerie ennemie puisse concentrer ses tirs sur une faible superficie. De plus, l'entrée de l'ouvrage ne devait pas être située sur l'ouvrage lui-même mais placée le plus loin possible, afin de protéger la chaîne logistique d'approvisionnement du fort.
Cette conception de l'entrée amena à la création de trois types d'entrées, chacune d'entre elles étant adaptée à l'importance de l'ouvrage, au relief, mais aussi au budget disponible :
- l'« entrée des hommes » (EH) ;
- l'« entrée des munitions » (EM) ;
- l'« entrée mixte ».

De plus, et pour tenir compte de la morphologie du terrain, chaque type d'entrée se déclinait en trois formes : l'entrée de plain-pied, l'entrée en plan incliné et l'entrée en puits. Les deux blocs d'entrée devaient être décalés en hauteur et en plan afin de ne pas se trouver dans le même rectangle de dispersion des coups d'artillerie. Enfin, en raison de leur implantation défilée en arrière de la ligne de résistance, ils n'intervenaient pas dans la défense des autres ouvrages.
En général, les ouvrages d'artillerie situés dans le Nord-Est ont été dotés d'une entrée hommes et d'une entrée munitions alors que ceux du Sud-Est n'avaient qu'une entrée mixte, en raison de la faible place disponible en montagne, d'où son appellation d'« entrée Alpes ».

## Entrées des gros ouvrages

### Entrées des hommes
L'entrée des hommes est réservée au passage des personnels chargés de la défense et de la maintenance des ouvrages d'artillerie ou des troupes d'intervalles pour ce qui concerne les ouvrages d'infanterie.
Le plan type de l'entrée des hommes a été élaboré dès 1930, comme celui d'ailleurs de l'entrée des munitions, dans une notice relative à l'organisation défensive des galeries souterraines des ouvrages. L'entrée des hommes est en général située le plus haut possible afin de la soustraire aux effets des gaz qui pourraient s'accumuler dans un point bas ; elle est donc le plus souvent reliée aux galeries souterraines par un puits ou un plan incliné. En plus de sa fonction d'entrée, l'entrée hommes reçoit aussi les conduits d'évacuation des gaz et de l'air vicié qui débouchent dans des cheminées intégrées au mur de façade ; la prise d'air est également située dans le couloir d'accès et se trouve donc placée sous la protection des créneaux intérieurs. Le bloc d'entrée est assez petit et il a un seul niveau.
La porte d'entrée, placée derrière le fossé diamant, est protégée par une grille métallique et une passerelle qui enjambe le fossé. Elle débouche dans un couloir en chicane, protégé par un ou deux créneaux FM, qui conduit à une porte blindée et étanche donnant sur le sas. Ce sas est fermé de l'autre côté par une porte étanche mais non blindée. Là où les chambres de tir de défense rapprochée débouchent derrière le sas où se trouve également le puits d'accès au-dessous.

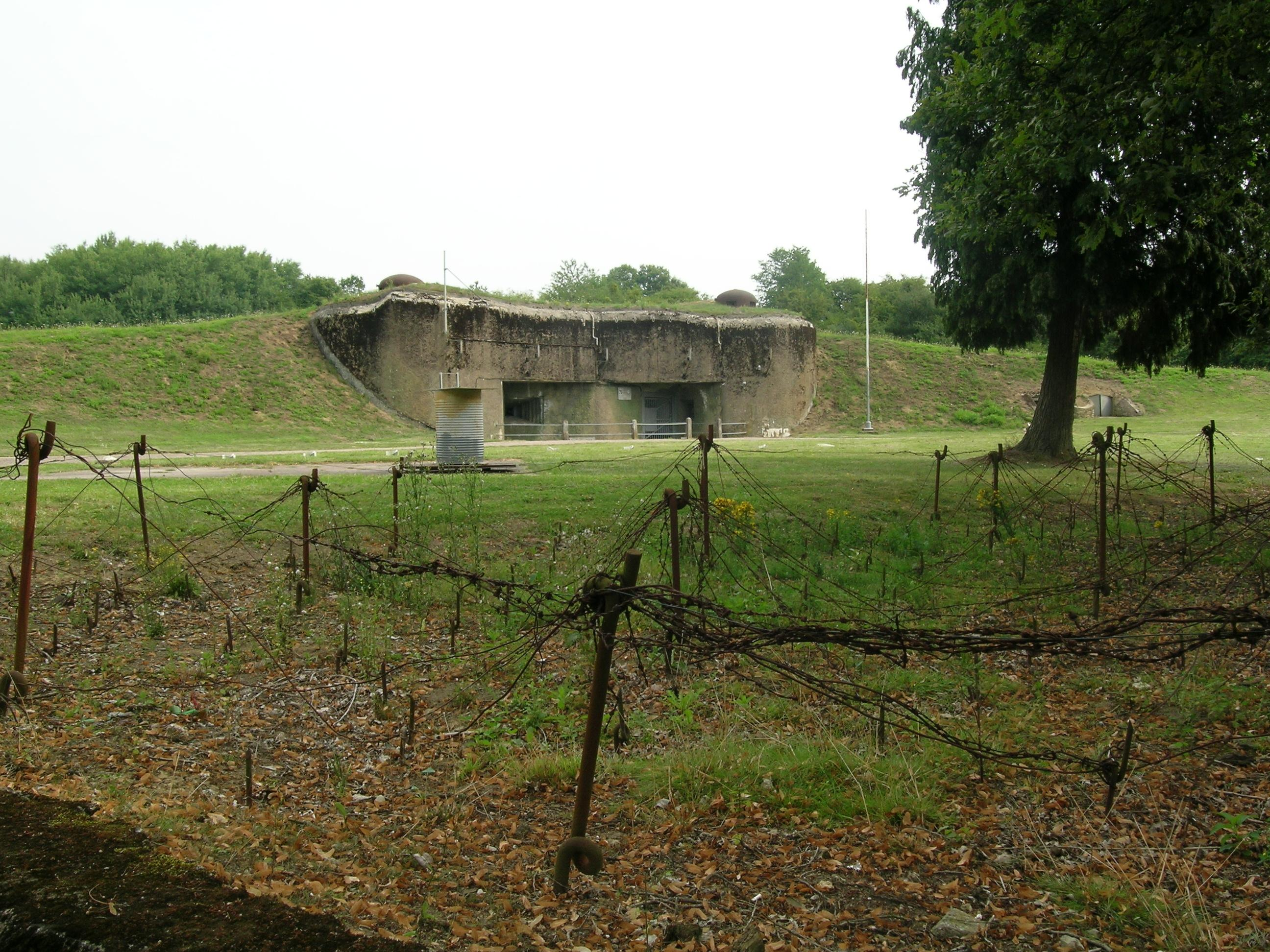
Bloc d'entrée de l'ouvrage de l'Immerhof.
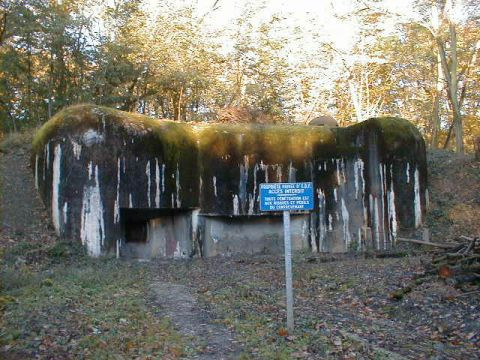
L'entrée des hommes de l'ouvrage du Kobenbusch.
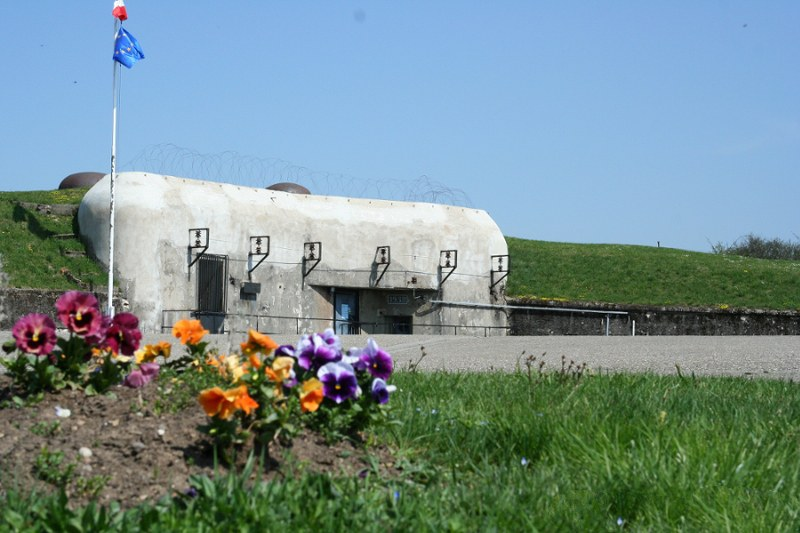
Entrée des hommes de l'ouvrage de Rohrbach.
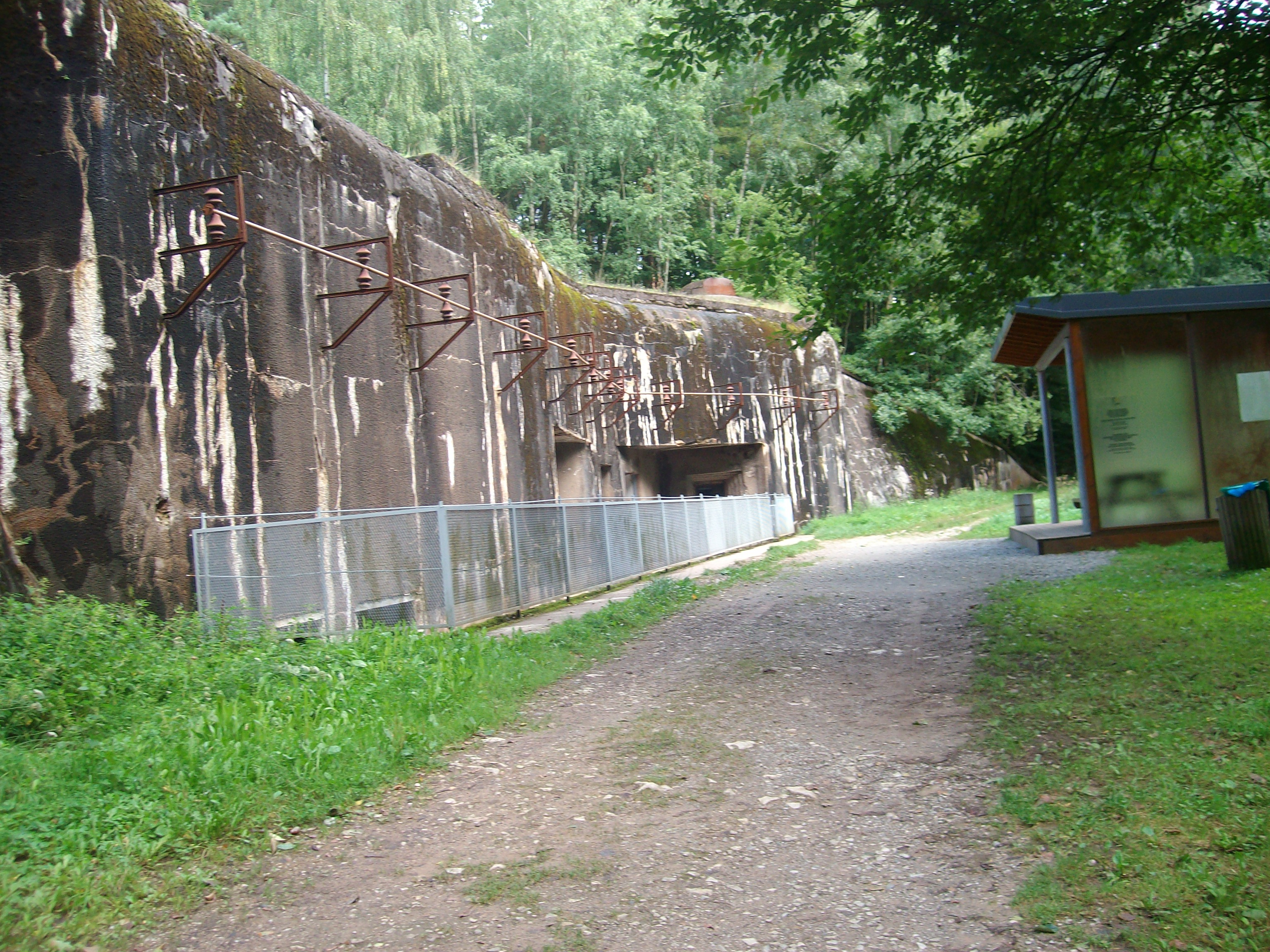
L'EH de l'ouvrage du Simserhof.
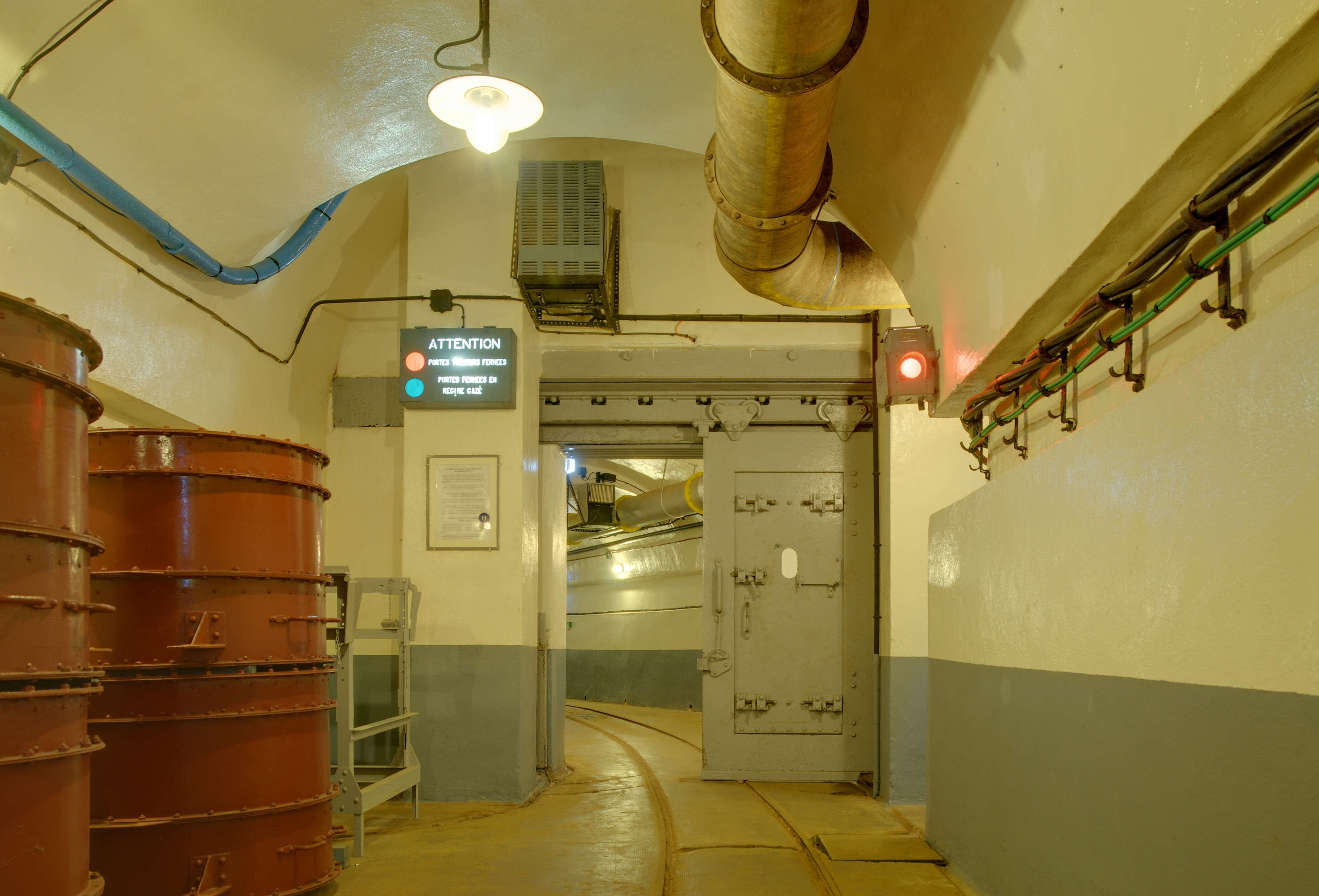
Porte blindée étanche de l'EH du Schœnenbourg.

### Entrées des munitions
L'entrée des munitions est un gros bloc à deux niveaux destiné au ravitaillement d'un ouvrage d'artillerie en munitions, vivres et matériels divers. Les entrées des munitions ont des dispositions variables, mais elles ont quelques points communs.
L'accès au bloc se fait depuis l'extérieur par un grand portail fermé par une grille et, dans certains cas, une barrière antichar car il n'y a pas de fossé diamant devant ; ce portail est suffisamment grand pour permettre l'entrée de camions dans les cas où le ravitaillement n'est pas assuré par le réseau de fortification de même écartement de 60 cm que celui de l'intérieur de l'ouvrage.
Le portail d'entrée est protégé de chaque côté par deux chambres de tir JM, FM et canon antichar qui communiquent entre eux par les dessous où se trouve également le logement du personnel, le bloc lui-même étant surmonté par une ou deux cloches GFM (« guetteur fusil-mitrailleur ») et parfois par une cloche lance-grenades.
Le hall d'entrée est suffisamment grand pour permettre, le cas échéant, le stationnement côte à côte de deux camions et des wagons de l'ouvrage. Il est protégé par un fossé couvert par un pont qui s'efface d'un côté, des blockhaus de défense intérieure et d’une à trois portes blindées successives placées au niveau des coudes de la galerie, dans les cas de raccordement de plain-pied. Outre ce cas de raccordement de plain-pied, le hall d'entrée peut être raccordé au reste de l'ouvrage par une galerie en plan incliné ou un puits.

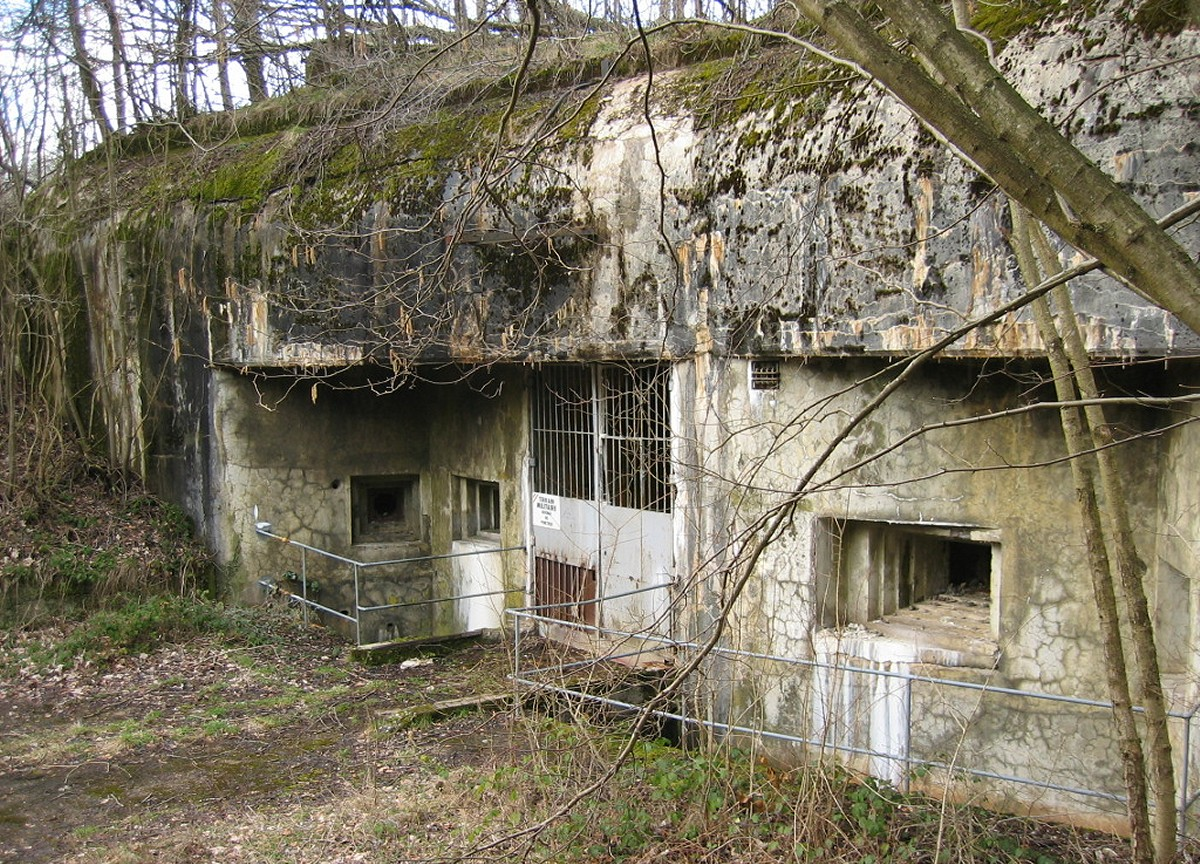
L'entrée des munitions de l'ouvrage de Molvange.
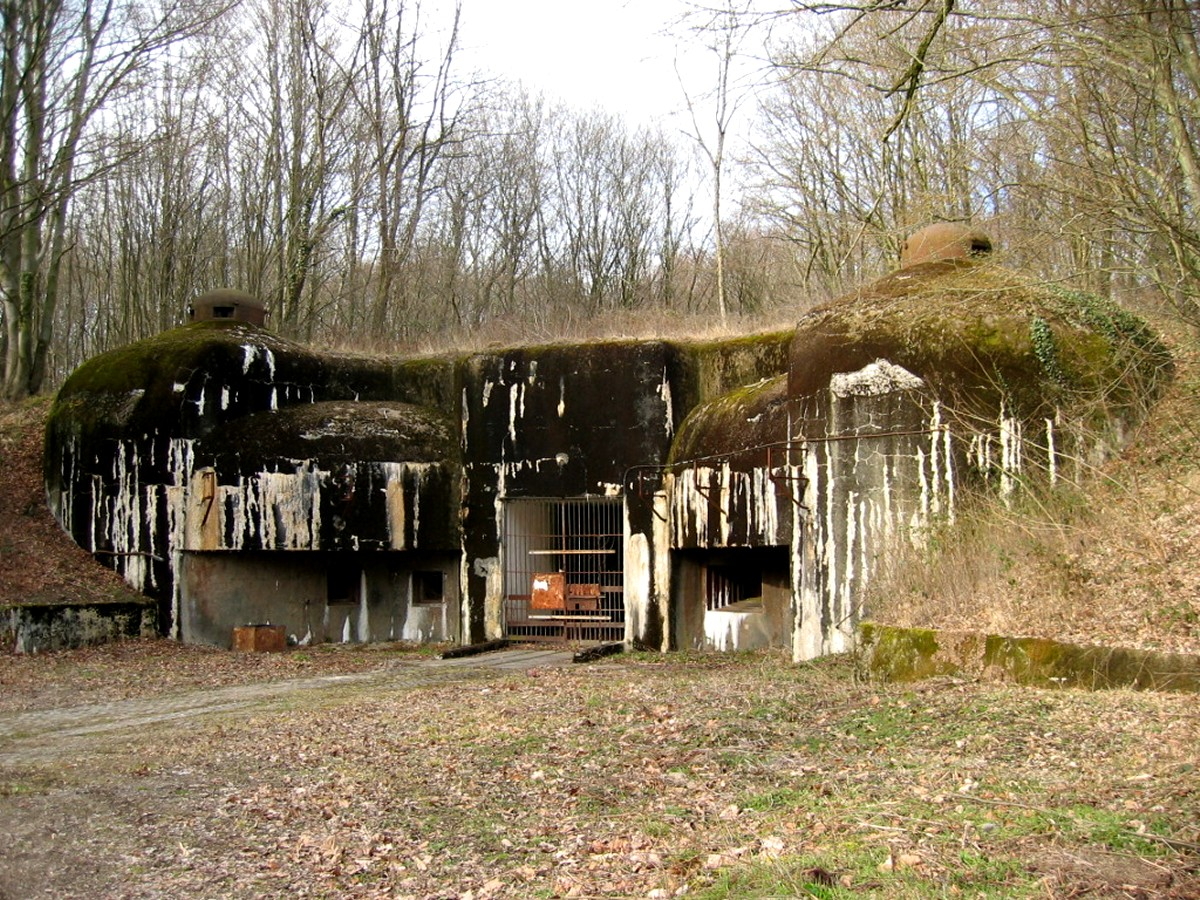
Entrée des munitions de l'ouvrage du Kobenbusch.
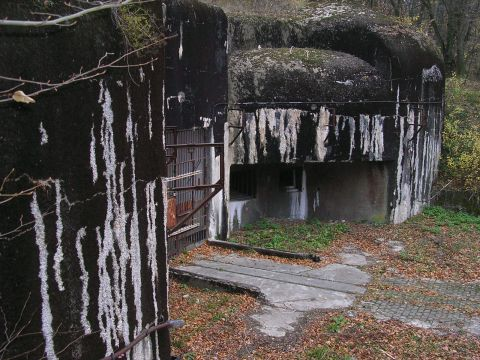
Vue sur la voie ferrée entrant dans le Kobenbusch.
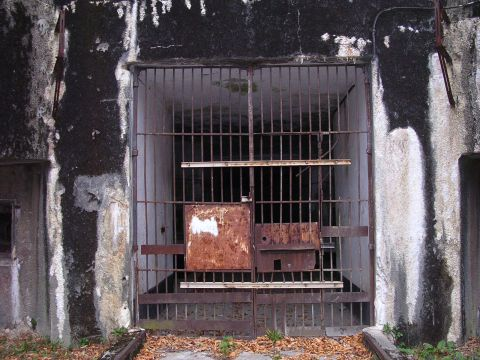
La grille de l'entrée du Kobenbusch.
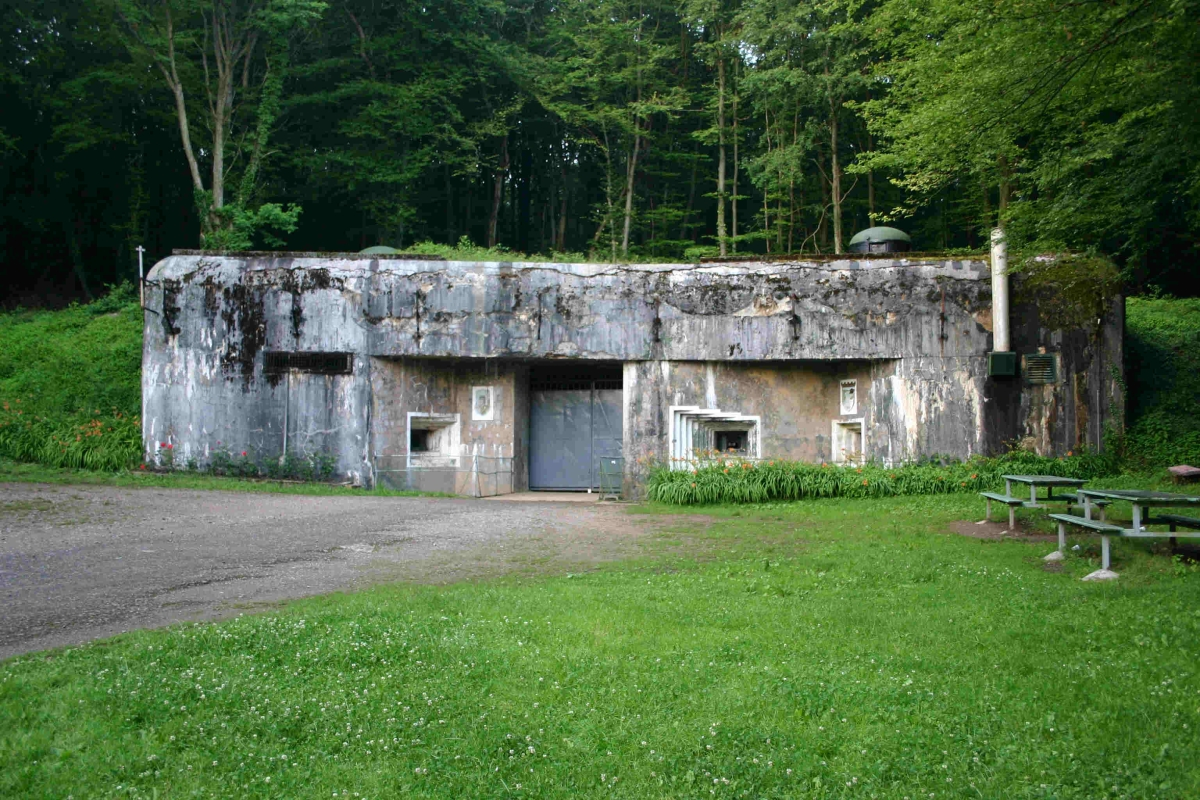
L'entrée de l'ouvrage du Michelsberg.
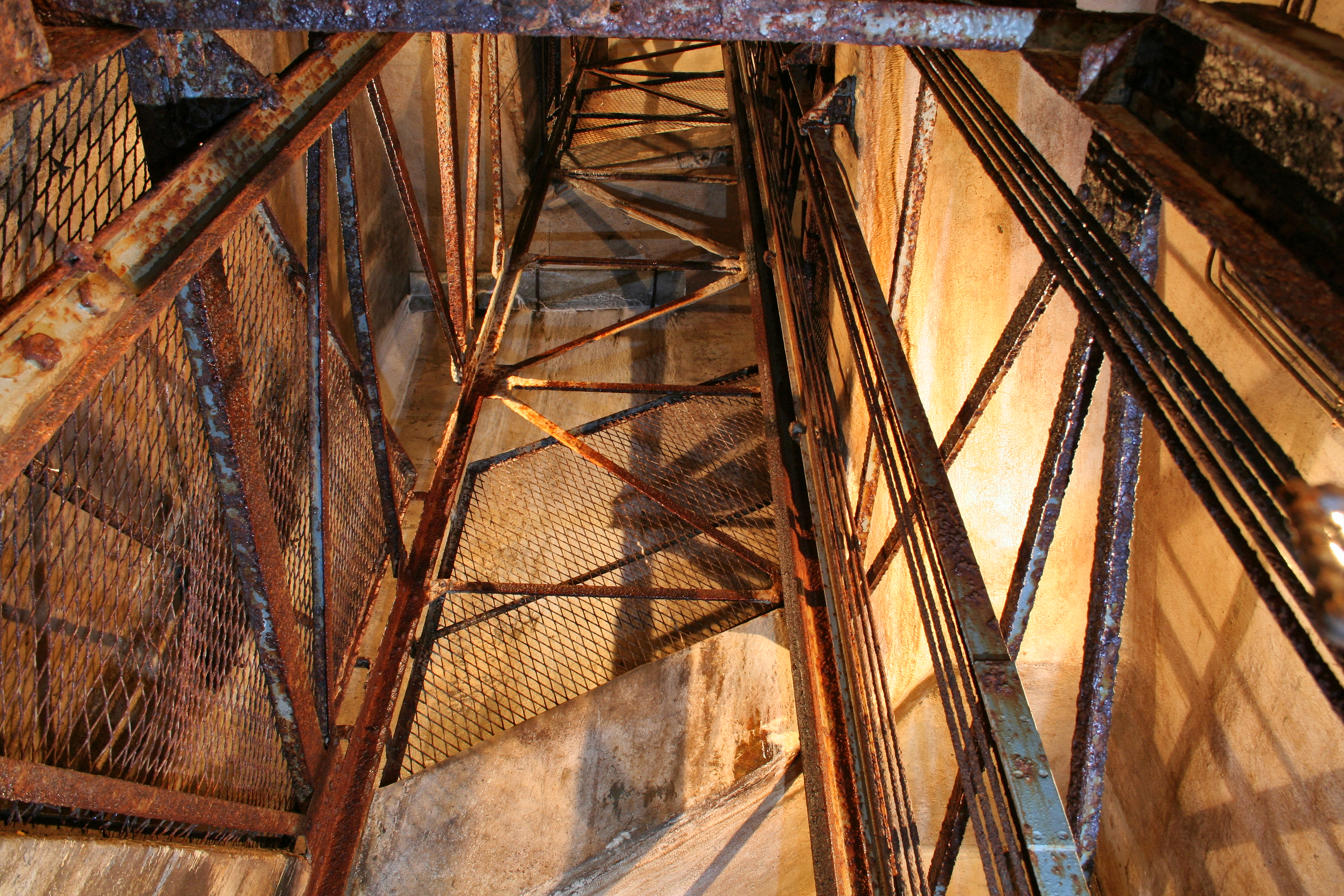
Cage d'ascenseur du Michelsberg.
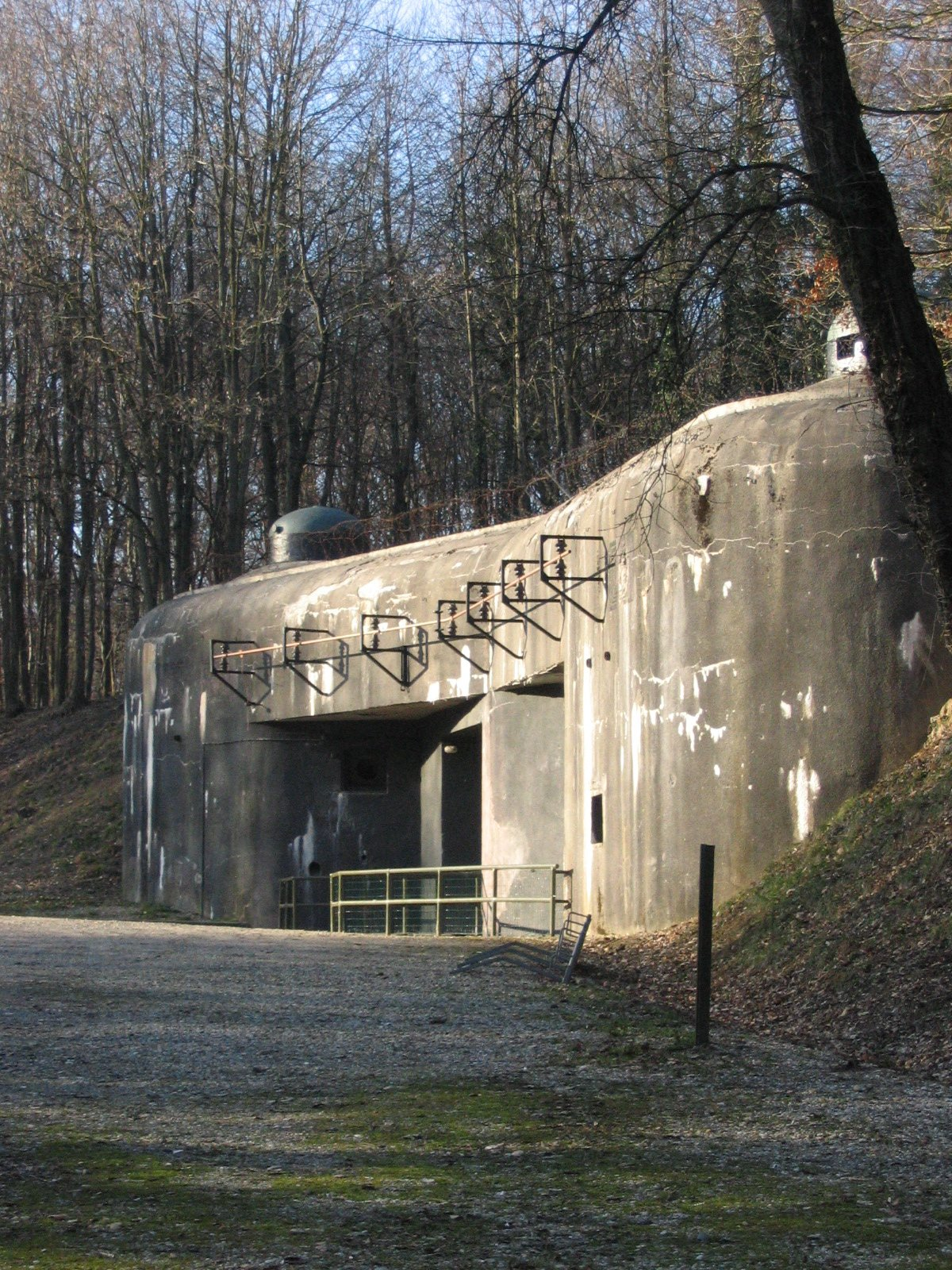
L'entrée des munitions de l'ouvrage de Schœnenbourg.
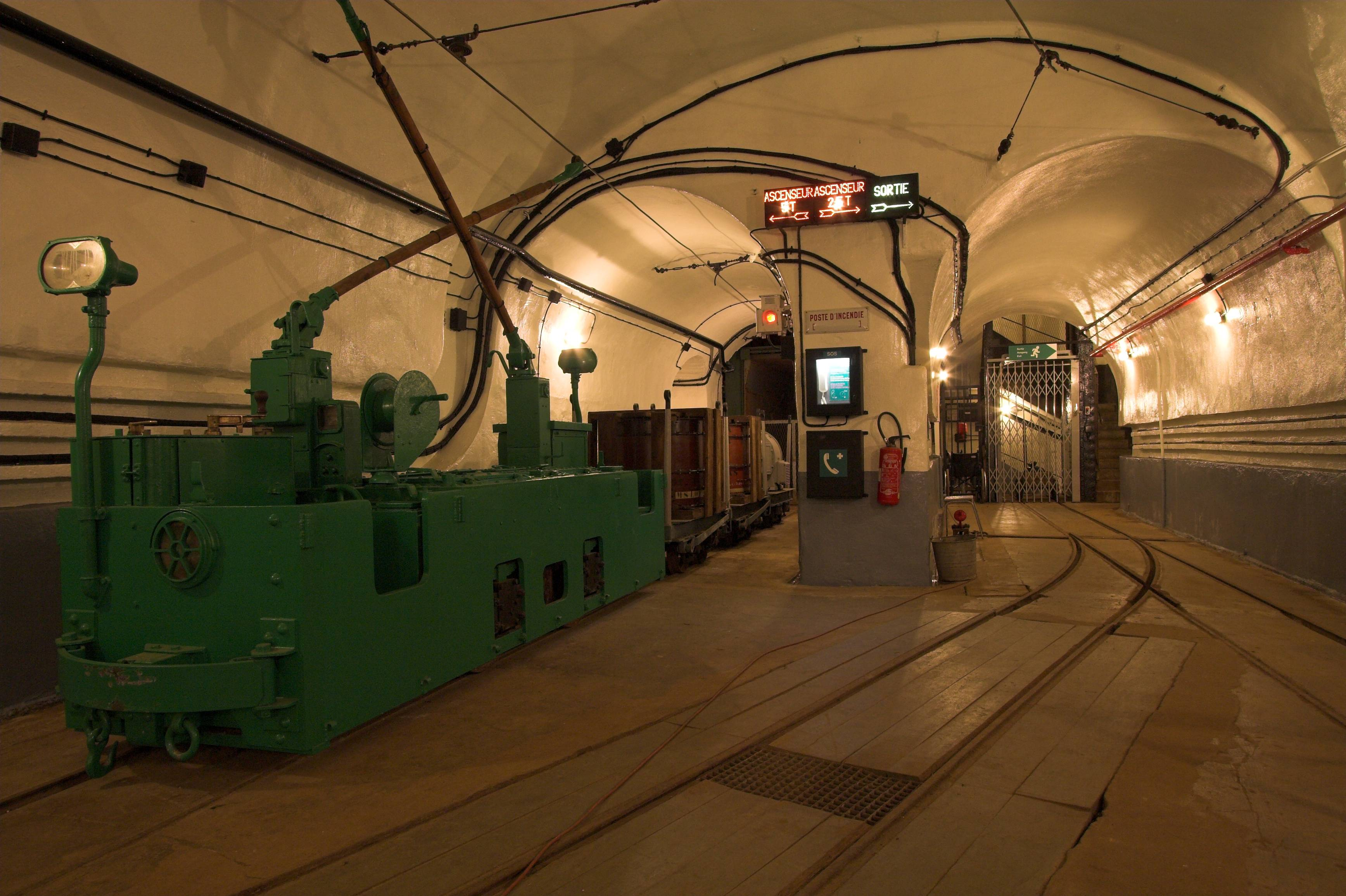
Dessous de l'entrée du Schœnenbourg, avec les entrées des ascenseurs.

## Autres entrées d'ouvrages

### Entrées mixtes

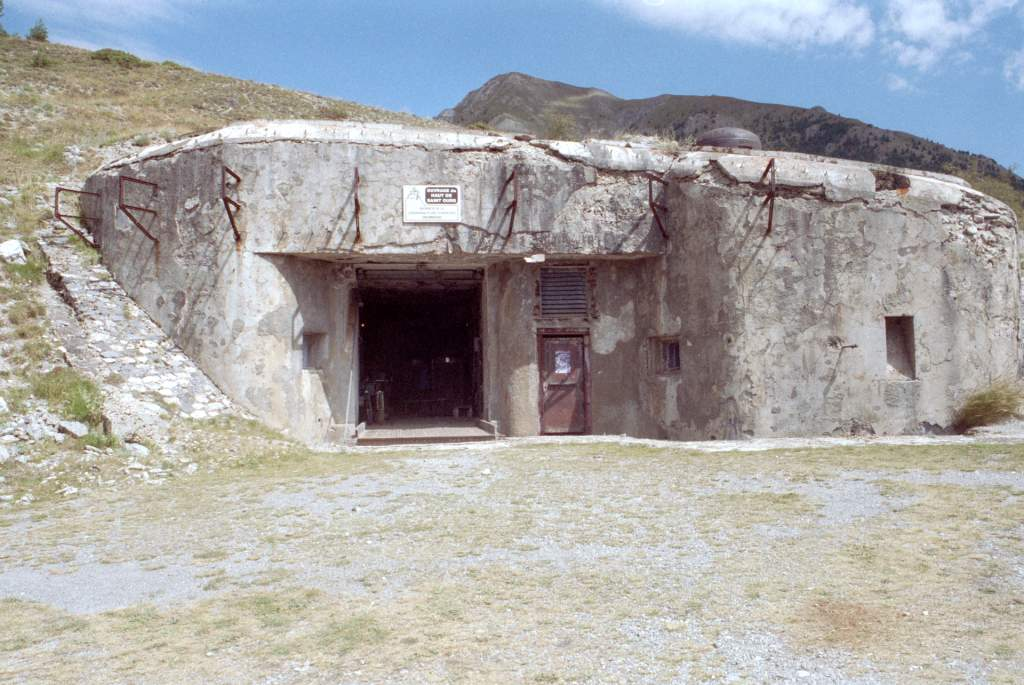
Entrée mixte de l'ouvrage de Saint-Ours Haut (secteur fortifié du Dauphiné, Alpes-de-Haute-Provence).

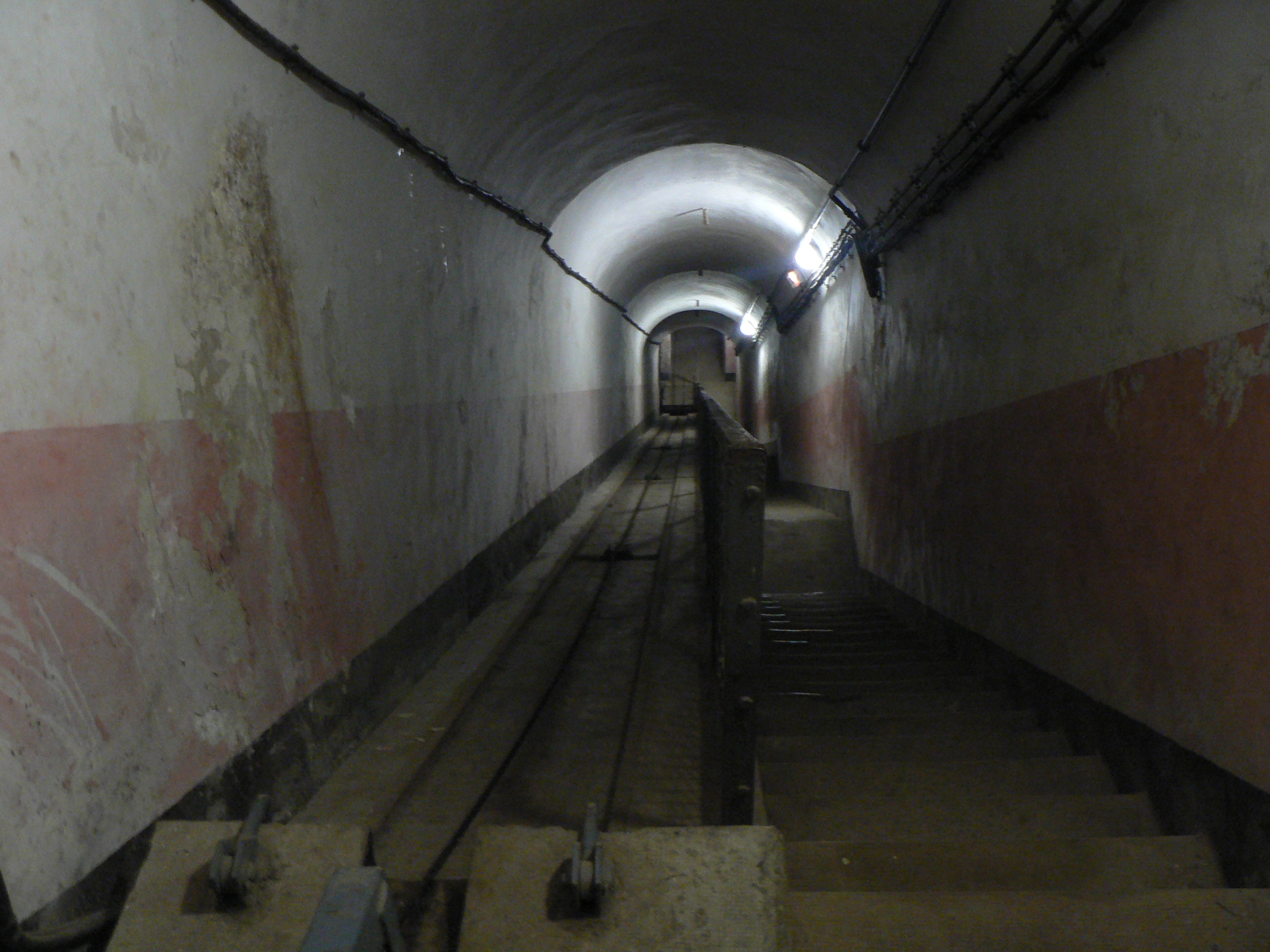
Entrée en plan incliné de l'ouvrage de Saint-Gobain.

L'« entrée mixte » dispose de deux portes sur le même bloc, l'une pour les hommes et l'autre pour les munitions. Tous les ouvrages du Sud-Est en sont dotés, d'où le nom d'« entrées Alpes », à l'exception de l'ouvrage du Lavoir situé près de Modane (Savoie) qui a deux entrées.
En revanche, tous les gros ouvrages du Nord-Est possèdent deux entrées, sauf, en raison des problèmes budgétaires, ceux du Billig, du Michelsberg, dans les anciens fronts, et ceux de Vélosnes et du Chesnois, les deux seuls construits dans le cadre du programme dit des « nouveaux fronts ». Cependant, si dans les ouvrages « nouveaux fronts » la construction a pu être standardisée, tel n'a pas été le cas dans les Alpes.
En effet, en raison des contraintes inhérentes au relief et (ou) aux difficultés d'accès, chaque entrée a posé des problèmes particuliers et conduit à des dispositions souvent très originales. Ainsi, dans certains ouvrages construits sur des falaises (Castillon, Sainte-Agnès, etc.) le bloc d'entrée est creusé dans le rocher contre lequel a été monté un mur en béton d'où seule émerge la caponnière de défense des accès. À Roche-la-Croix, l'entrée se réduit à un blockhaus faisant saillie de la paroi et servant de caponnière pour tout l'ouvrage. À l'ouvrage de Cap-Martin, l'entrée est traitée en puits avec monte-charge, le bloc étant d'autre part doté d'un mortier de 81 mm frontal vers la plage de Menton, face à la frontière italienne. Enfin, à l'ouvrage de Rimplas les deux portes sont creusées dans le mur d'escarpe et il faut emprunter un petit pont pour y accéder.
Finalement, le seul point commun entre ces ouvrages est qu'ils n'ont qu'un seul bloc entrée avec deux portes, un fossé diamant et des créneaux FM en caponnière.

#### Porte hommes
La « porte hommes » est protégée par une petite porte blindée, une passerelle permettant de franchir le fossé diamant.
La porte débouche sur un couloir en baïonnette plus ou moins élaboré formant sas de sécurité, protégé par une grille, un créneau FM et une porte blindée qui permet d'accéder à la galerie principale. Elle est placée près du poste de garde de l'ouvrage mais avec lequel elle ne communique pas directement.

#### Portail munitions
Le « portail munitions » est suffisamment large pour permettre l'entrée de deux petits camions ; c'est en fait un pont-levis qui se rabat sur le fossé diamant et qui reste fermé en temps normal.
Le hall d'entrée permet le stationnement des camions qui débarquent leur cargaison sur un quai aménagé sur un côté. Le hall est protégé par un créneau de tir intérieur et une porte blindée l'isole des galeries. Dans certains cas, une grille ferme un passage qui permet d'accéder dans le sas de la porte hommes, ceci afin d'éviter d'ouvrir le portail blindé intérieur communiquant avec les galeries.

#### Portail téléphérique
Dans certains cas, l'ouvrage possède un portail permettant l'entrée d'un téléphérique dans l'ouvrage. Plusieurs raisons ont motivé la mise en place d'un téléphérique et le relief particulier de chaque site a imposé une architecture singulière.
Une ligne téléphérique a été installée lorsque la route d'accès au bloc était sous les vues ennemies, ou régulièrement bloquée par la neige. Telle est la situation des ouvrages du Pas-du-Roc (Savoie) et de Rimplas (Alpes-Maritimes).
À Rimplas, la gare supérieure du téléphérique est à côté d'un portail « hybride » Le câble pénètre à l'intérieur de l'ouvrage et la recette du téléphérique est traité de la même façon qu'une entrée munitions classique sur le plan de la défense (porte blindée sur la galerie menant à l'ouvrage et créneaux). L'ouverture elle-même est simplement protégée par une grille qui laisse passer les câbles et qui s'ouvre à l'arrivée de la benne. Elle bénéficie toutefois de la protection des créneaux en caponnière de l'ouvrage. Enfin, toujours à Rimplas, le terre-plein conservé entre les entrées et le précipice étant très étroit, il a fallu le creuser pour laisser passer les câbles, ce qui a nécessité la construction d'un pont débouchant sur l'entrée hommes. L'entrée de Roche-la-Croix (Alpes de Haute-Provence) se distingue en ce que le téléphérique n'entre pas dans l'ouvrage.
La solution du téléphérique a également été adoptée au Mont-Agel : la route d'accès, longue et sinueuse, ne correspondait pas au débit imposé par l'importance de l'ouvrage.

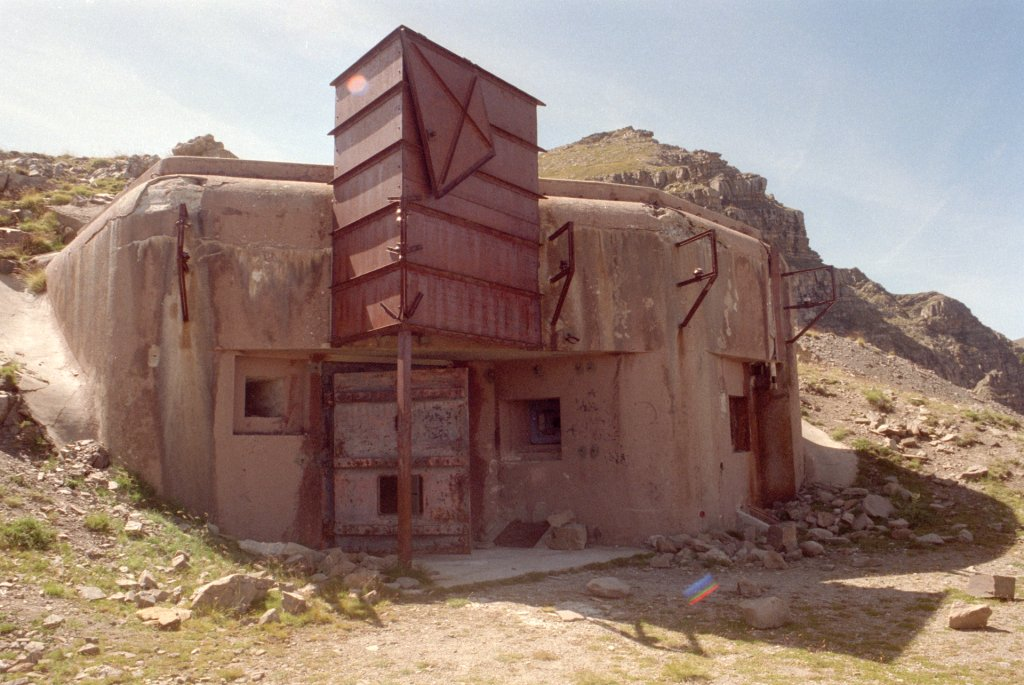
Entrée neige d'un petit ouvrage des Alpes (ouvrage du Col-de-la-Moutière).
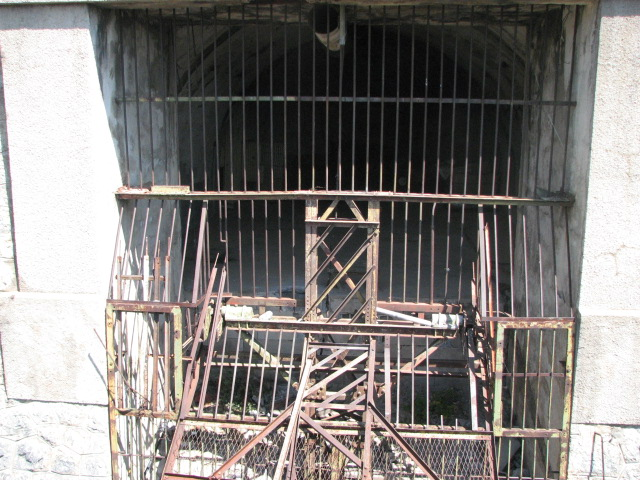
Entrée téléphérique (ouvrage de Rimplas).
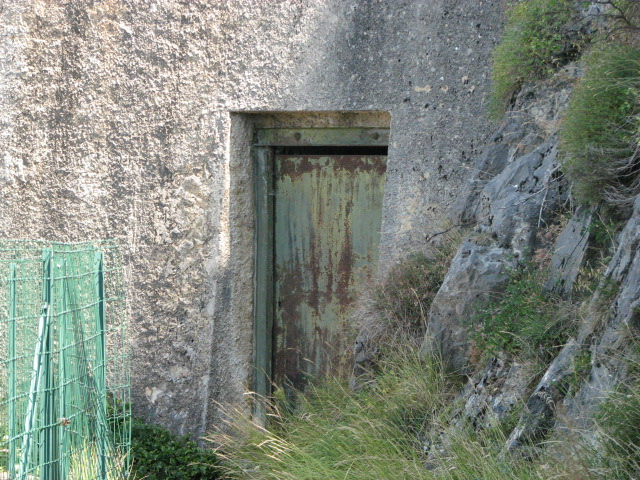
Issue de secours (ouvrage de Rimplas).
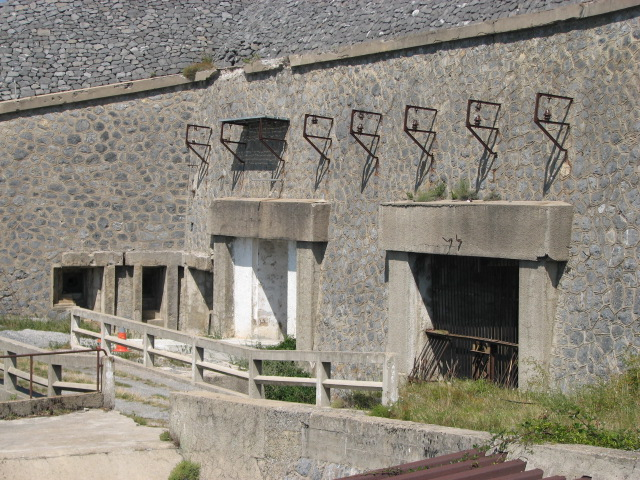
Entrée mixte et entrée téléphérique (ouvrage de Rimplas).

### Entrée par une casemate
Pour les petits ouvrages inachevés faute de moyens, l'entrée se faisait par une des casemates. Le système est identique dans le cas des ouvrages monoblocs.

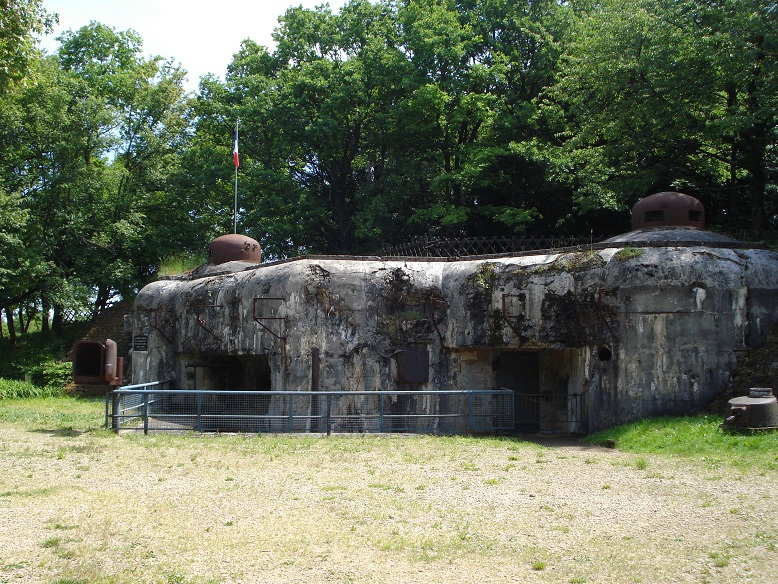
Entrée de l'ouvrage du Bambesch par le bloc 3.
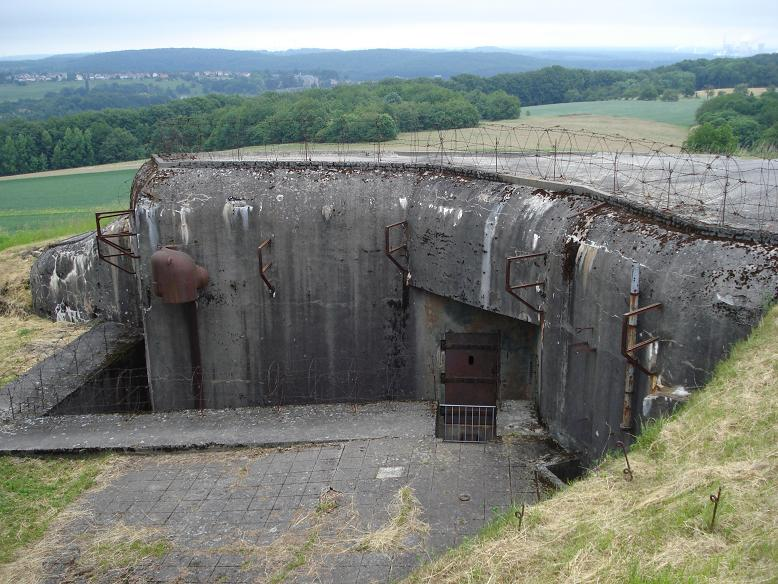
Entrée de l'ouvrage monobloc de l'Einseling.